# Asclepias arenaria
Asclepias arenaria är en oleanderväxtart som beskrevs av John Torrey. Asclepias arenaria ingår i släktet sidenörter, och familjen oleanderväxter. Inga underarter finns listade i Catalogue of Life.